# Vedella d'Or
La Vedella d'Or (Gouden Kalf en neerlandès) és el gran premi del Festival de Cinema de Països Baixos. Des de l'any 1981, el premi s'atorga anualment a productors de cinema, escriptors d'escenari i actors neerlandesos. L'estàtua va ser dissenyada per l'escultor Theo Mackaay. Mesura 33 cm i és de bronze.
L'actor Martijn Lakemeier, fent el paper principal a Oorlogswinter, és el neerlandès més jove a guanyar La Vedella d'Or, a l'edat de 16 anys.